# Stigma (lettera)
Lo stigma, maiuscolo Ϛ, minuscolo ϛ (simile, ma non uguale, al sigma finale ς), è una legatura delle lettere sigma (σ) e tau (τ) nella scrittura greca del medioevo e dell'epoca moderna fino al XIX secolo; apparentemente in origine era una forma corsiva del digamma.
Il segno è usato anche come simbolo del numero 6.